# Ancenis
Ancenis (bretonsko Ankiniz, gelsko Anczeniz) je naselje in občina v zahodni francoski regiji Loire, podprefektura departmaja Loire-Atlantique. Leta 2012 je naselje imelo 7.504 prebivalce.

## Geografija
Kraj leži v pokrajini Bretaniji ob reki Loari, 35 km vzhodno od Nantesa. Na ozemlju občine severno od naselja se nahaja letališče Aérodrome d'Ancenis.

## Uprava
Ancenis je sedež istoimenskega kantona, v katerega so poleg njegove vključene še občine Anetz, Belligné, Bonnœuvre, La Chapelle-Saint-Sauveur, Couffé, Le Fresne-sur-Loire, Maumusson, Mésanger, Montrelais, Oudon, Pannecé, Le Pin, Pouillé-les-Côteaux, La Roche-Blanche, La Rouxière, Saint-Géréon, Saint-Herblon, Saint-Mars-la-Jaille, Saint-Sulpice-des-Landes, Varades in Vritz s 43.907 prebivalci.
Naselje je prav tako sedež okrožja, v katerem se nahajata kantona Ancenis in Nort-sur-Erdre (del) s 60.786 prebivalci (v letu 2011).

## Zgodovina
Ancenis je igral pomembno vlogo kot ključna točka na poti do Nantesa, imenovan tudi »ključ Bretanije« in »vrata Bretanije«. Skupaj s kraji Vitré, Fougères, Châteaubriant in Clisson je sestavljal »Marches de la Bretagne«.

## Znamenitosti
- renesančni grad iz 15. do 17. stoletja (delno v ruševinah),
- cerkev sv. Petra iz 15., 16. stoletja,
- uršulinska kapela (17. stoletje),
- Notredamska kapela,
- stara četrt s srednjeveškimi hišami
- muzej umetnosti in zgodovine,
- dolmen »Pierre couvretière« (4. stoletje pred našim štetjem).

## Pobratena mesta
- Bad Brückenau (Bavarska, Nemčija),
- Kirkham (Združeno kraljestvo)